# Luisa Fernandez
Luisa Fernandez (* 14. August 1961 in Vigo, Provinz Pontevedra, autonome Region Galicien, Spanien) ist eine spanischstämmige Popsängerin, die in Deutschland lebt.

## Leben und Karriere
Luisa Fernandez wurde 1961 in Vigo im Nordwesten Spaniens als eines von acht Geschwistern geboren. Anfang der 1970er Jahre zog die Familie nach Deutschland und ließ sich in Alveslohe (Kreis Segeberg) vor den Toren Hamburgs nieder. Hier besuchte sie die Schule und begann anschließend eine Ausbildung zur Friseurin, die sie nicht beendete. 
1977 wurde Fernandez mit 16 Jahren bei einem Talentwettbewerb in der Diskothek Zur Kutsche in Alveslohe entdeckt, woraufhin sie einen Plattenvertrag erhielt. Die Single Lay Love on You kam Anfang 1978 heraus und erreichte Platz 7 in Deutschland, Platz 5 in Österreich und Platz 15 in der Schweiz. In Belgien erlangte der Titel Goldstatus. Das von John David Parker produzierte Debütalbum Discodarling wurde ebenfalls ein großer Erfolg. Noch im selben Jahr nahm sie auch die deutsche Version Ein Mann wie du auf, die aber in der Version von Tina York etwas erfolgreicher war. Eine zweite erfolgreiche Single wurde im Sommer 1978 Give Love a Second Chance, die in Deutschland Platz 11 und in Österreich Platz 16 erreichte. 1979 erschien das zweite Album Spanish Dancer. 
Nach dem Ende der Discowelle hörte man eine Weile nur wenig von Fernandez, bis sie den deutschen Sänger und Produzenten Peter Kent kennenlernte. 1986 nahmen die beiden Musiker die gemeinsame Single Solo por ti auf, die ein Top-20-Hit in Deutschland und sogar Platz 1 in Österreich wurde. Besonders in Österreich konnte das auch privat liierte Paar die größten Erfolge verbuchen: die Singles Con esperanza, Dos horas mas, La luna lila (Purple Moon), Quizás, quizás, quizás und Y tu stiegen dort in die Top 20. 1997 beendete Fernandez die Zusammenarbeit mit Peter Kent.

## Diskografie

### Alben
| Jahr | Titel    | Höchstplatzierung, Gesamtwochen, AuszeichnungChartplatzierungen (Jahr, Titel, Platzierungen, Wochen, Auszeichnungen, Anmerkungen) | Höchstplatzierung, Gesamtwochen, AuszeichnungChartplatzierungen (Jahr, Titel, Platzierungen, Wochen, Auszeichnungen, Anmerkungen) | Höchstplatzierung, Gesamtwochen, AuszeichnungChartplatzierungen (Jahr, Titel, Platzierungen, Wochen, Auszeichnungen, Anmerkungen) | Anmerkungen                                      |
| Jahr | Titel    | DE | AT | UK | Anmerkungen                                      |
| ---- | -------- | --- | --- | --- | ------------------------------------------------ |
| 1987 | L P      | — | AT24 (2 Wo.)AT | — |                                                  |
| 1992 | Ambiente | — | AT39 (1 Wo.)AT | — | Erstveröffentlichung: August 1992 mit Peter Kent |

Weitere Alben
- 1978: Disco darling
- 1979: Spanish Dancer
- 1988: Y tu (mit Peter Kent)
- 1995: Mar y sol (mit Peter Kent)

### Kompilationen
mit Peter Kent
- 1989: Ihre größten Erfolge
- 1991: The Maxi Hits
- 1994: The Hit Collection – Double Gold
- 1995: Cinderella Rockafella
- 2002: It’s a Real Good Feeling
- 2008: Greatest Hits Reloaded

### Singles
| Jahr | Titel Album                             | Höchstplatzierung, Gesamtwochen, AuszeichnungChartplatzierungen (Jahr, Titel, Album, Platzierungen, Wochen, Auszeichnungen, Anmerkungen) | Höchstplatzierung, Gesamtwochen, AuszeichnungChartplatzierungen (Jahr, Titel, Album, Platzierungen, Wochen, Auszeichnungen, Anmerkungen) | Höchstplatzierung, Gesamtwochen, AuszeichnungChartplatzierungen (Jahr, Titel, Album, Platzierungen, Wochen, Auszeichnungen, Anmerkungen) | Anmerkungen                                      |
| Jahr | Titel Album                             | DE | AT | UK | Anmerkungen                                      |
| ---- | --------------------------------------- | --- | --- | --- | ------------------------------------------------ |
| 1978 | Lay Love on You Disco Darling           | DE7 (30 Wo.)DE | AT5 (16 Wo.)AT | UK31 (9 Wo.)UK | Erstveröffentlichung: Januar 1978                |
| 1978 | Give Love a Second Chance Disco Darling | DE11 (16 Wo.)DE | AT16 (12 Wo.)AT | — | Erstveröffentlichung: Juni 1978                  |
| 1986 | Solo por ti Luisa Peter                 | DE18 (12 Wo.)DE | AT1 (24 Wo.)AT | — | Erstveröffentlichung: Juni 1986                  |
| 1987 | Con esperanza Luisa Peter               | — | AT7 (16 Wo.)AT | — | Erstveröffentlichung: Januar 1987 mit Peter Kent |
| 1987 | Quizás, Quizás, Quizás Luisa Peter      | — | AT12 (6 Wo.)AT | — | Erstveröffentlichung: Mai 1987                   |
| 1987 | Dos horas mas Luisa Peter               | — | AT16 (6 Wo.)AT | — | Erstveröffentlichung: August 1987                |
| 1988 | Mañana –                                | — | AT19 (2 Wo.)AT | — | Erstveröffentlichung: Juni 1988                  |
| 1988 | Y tu –                                  | — | AT14 (8 Wo.)AT | — | Erstveröffentlichung: November 1988              |
| 1990 | La luna lila (Purple Moon) –            | — | AT5 (19 Wo.)AT | — |                                                  |
| 1991 | Illusion (Ilusion) –                    | — | AT25 (3 Wo.)AT | — | Erstveröffentlichung: Mai 1991                   |
| 1992 | Perdona –                               | DE75 (3 Wo.)DE | — | — | Erstveröffentlichung: Juni 1992 mit Peter Kent   |

Weitere Singles
- 1978: Ein Mann wie du (deutsche Version von Lay Love on You)
- 1978: Loca por ti (spanische Version von Lay Love on You)
- 1978: Stop (When You Do What You Do)
- 1979: Granada
- 1979: We All Love You Superman
- 1979: Sei Il Piu’ Forte Superman (italienische Version von We All Love You Superman)
- 1979: New York Dance
- 1979: Dead End Street
- 1980: Love Me Tonight
- 1981: Africa
- 1982: Take Me
- 1983: Like a Hurricane
- 1985: A tu lado
- 1986: Girls Play Dirty
- 1986: Quiero que seas mi amante
- 1987: Lay Love on You (Remake ’87)
- 1988: Lay Love on You (Remake ’88)
- 1989: Porque no (mit Peter Kent)
- 1992: Fiesta del sol (mit Peter Kent)
- 1993: Viva (mit Peter Kent)